# Libia na Letnich Igrzyskach Paraolimpijskich 2004
Libia na Letnich Igrzyskach Paraolimpijskich 2004 w Atenach była reprezentowana przez dwoje sportowców, którzy nie zdobyli żadnego medalu. Był to trzeci start tego państwa na letnich igrzyskach paraolimpijskich (po występach w 1996 i 2000 roku).

## Wyniki

### Podnoszenie ciężarów
Mężczyźni
| Zawodnik          | Kategoria | Wynik    | Pozycja | Źródło |
| ----------------- | --------- | -------- | ------- | ------ |
| Abdelsalam Gharsa | –60 kg    | 162,5 kg | 6       | [ 2 ]  |

Kobiety
| Zawodniczka   | Kategoria | Wynik | Pozycja | Źródło |
| ------------- | --------- | ----- | ------- | ------ |
| Sahar Elgnemi | –75 kg    | 80 kg | 6       | [ 3 ]  |